# 德国马列主义党
德国马列主义党（德語：Marxistisch-Leninistische Partei Deutschlands，缩写为MLPD）是德国的反修正主义的马克思列宁主义政党。该党成立于1982年6月20日，前身是德国共产主义工人协会。

## 意识形态
该党声称继承马克思列宁主义毛泽东思想，倡导建立无产阶级专政，推翻现行资本主义生产关系，代之以社会主义方向的新社会秩序。认为当前社会只是一个过渡阶段，没有阶级的共产主义社会必将实现。为此，崇尚马克思、恩格斯、列宁、斯大林和毛泽东的理论和实践。该党拒绝使用作为反共主义政治术语的“斯大林主义”和“毛主义”且坚持捍卫斯大林和毛泽东。

## 历史
部分会员源于1960年代的学生运动。威利·迪克哈特是党的创始人，1966年在德国批评苏联社会条件的变化而被开除出共产党。他的书在苏联于1971年出版。德国马列主义党宣布大多数东欧国家和苏联共产党背叛了社会主义。德国马列主义党批判华国锋、邓小平等人为修正主义者，认为中国在1976年后已资本主义复辟。
1998年的德意志联邦选举中，该党获得0.01%的选票。2002年，该党没有参与联邦选举，并且呼吁德国公民抵制选举。该党参加了2005年的联邦选举，作为一个激进左翼党的身份参与，赢得了0.1%的选票。该党参加了2009年的联邦选举和2013年的联邦选举。